# 前669年
| 千纪： | 前1千纪 |
| 世纪： | 前8世纪 \| 前7世纪 \| 前6世纪 |
| 年代： | 前690年代 \| 前680年代 \| 前670年代 \| 前660年代 \| 前650年代 \| 前640年代 \| 前630年代                                                                                       |
| 年份： | 前674年 \| 前673年 \| 前672年 \| 前671年 \| 前670年 \| 前669年 \| 前668年 \| 前667年 \| 前666年 \| 前665年 \| 前664年                                                         |
| 纪年： | 周惠王八年 魯莊公二十五年 齊桓公十七年 晉献公八年 秦宣公七年 宋桓公十三年 楚成王三年 衛惠公三十一年 陳宣公二十四年 蔡穆侯六年 曹僖公二年 郑文公四年 燕庄公二十二年 杞德公四年 |

## 大事记
- 春季，陈国的女叔至鲁国聘问。
- 五月，衛懿公嗣位。
- 六月初一，日食。
- 夏季，伯姬回到杞国。
- 秋季，鲁国大水。
- 冬季，鲁国季友出使陈国。
- 冬季，在士蒍建议下，晉獻公集桓叔、莊伯後裔諸公子於聚城（山西絳縣東南車箱城），全體屠殺。

## 逝世
- 衛惠公（五月癸丑）
- 阿萨尔哈东（亚述国王）